# 千曲橋

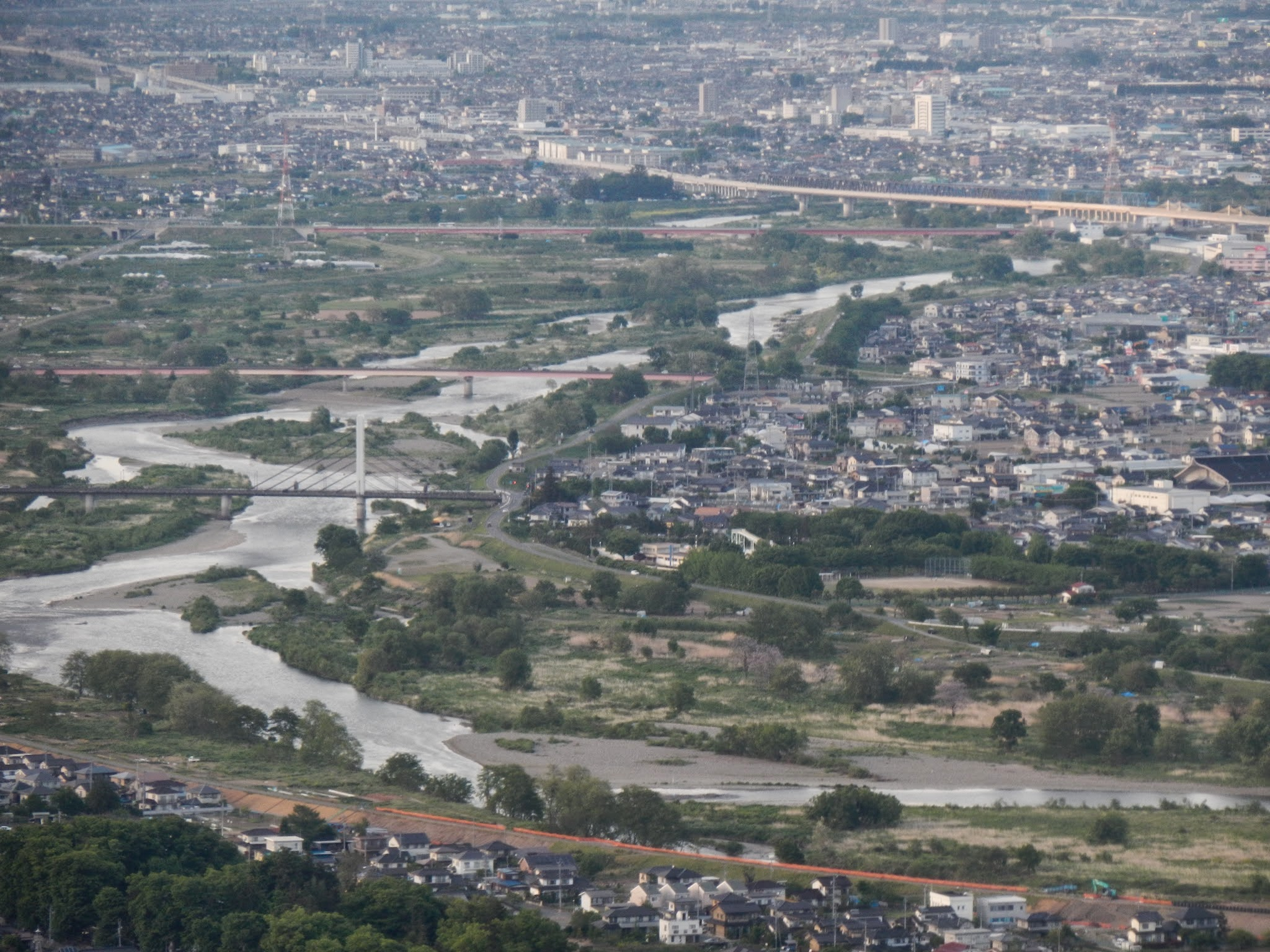
姨捨から望む千曲川。上流（左手前）から順に千曲橋、粟佐橋、長野自動車道千曲川橋、北陸新幹線第三千曲川橋梁。

千曲橋（ちくまばし）は、長野県千曲市杭瀬下 - 稲荷山の千曲川に架かる国道403号の橋長402.4 m（メートル）のラーメン橋・斜張橋。

## 概要
左岸は千曲市稲荷山、右岸は同市杭瀬下に位置する。
下流側そばに旧橋と水道橋があり、安全な洪水流下のため橋脚を揃える必要があった。そのため、桁を可能な限り薄くし、かつランドマークとすることが求められたことから両端に斜張橋を採用した。
夜間には主塔のライトアップが行われ、1997年（平成9年）5月に照明学会東海支部長から照明優秀施設支部長奨励賞を受賞した。2011年（平成23年）3月11日の東日本大震災以後休止していたが、2022年（令和4年）6月1日に再開した。
新橋の開通により、通勤時間帯の渋滞が解消された。歩道には退避所が設けられており、あんずの花と棚田の月のレリーフが備えられている。2015年度（平成27年度）道路交通センサスによると通過車両は11,802台である。
- 形式 - 3径間連続PCラーメン箱桁橋および2径間PC連続斜張橋
- 橋長 - 402.400 m
  - 支間割 - (59.2 m+56.8 m ) +3×56.8 m+ (59.2 m+56.8 m)
- 幅員 - 14.3 - 18.4 m
- 着工 - 1990年（平成2年）
- 開通 - 1996年（平成8年）7月

### 旧橋の諸元
- 形式 - 7径間鋼下路単純トラス橋
- 橋長 - 403.8 m
  - 支間割 - 57.4 m+5×57.8 m+57.4 m
- 幅員 - 5.5 m
- 施工 - 櫻田機械製造所（上部工）
- 基礎 - 井筒基礎
- 着工 - 1932年（昭和7年）
- 竣工 - 1933年（昭和8年）3月
- 開通 - 1933年（昭和8年）3月28日

## 歴史
千曲橋は1892年（明治25年）4月に橋長244 m、幅員3.6 mの木橋が架橋され、1910年（明治43年）8月に橋長362 m、幅員3.6 mの木桁橋に替えられた。
1927年（昭和2年）に大正橋と共に永久橋への架け替え運動が起こり、更級郡・埴科郡の11町村からなる千曲橋・大正橋架替期成同盟会が結成され、長野県へ16回の歎願を行った。事業化は1930年（昭和5年）、着工は1932年（昭和7年）である。1930年（昭和5年）の昭和恐慌による失業・救農対策を兼ねていた。1933年（昭和8年）3月28日の永久橋の開通により、更級郡・埴科郡の結びつきが強化されることになった。
1975年（昭和50年）に幅員2 mの歩道橋を添加した。
旧橋は供用後約50年を経過し、老朽化による床版下のコンクリートや歩道舗装のひび割れなどの損傷が大きくなり、幅員狭小、制限高などの問題があった。そこで、千曲橋架け替えと前後の都市計画道路を一体的に整備することとして、1990年（平成2年）に新橋が着工された。完成は長野オリンピックを前にした、1996年（平成8年）7月であった。
新橋の開通当初は主要地方道更埴明科線として開通し、その後国道403号に指定された。